# SC Cham
Sportclub Cham 1910 is een Zwitserse voetbalclub uit Cham, een plaats in het Duitstalige kanton Zug. De club werd opgericht in 1910. De thuiswedstrijden worden in het Stadion Eizmoos gespeeld, dat plaats biedt aan bijna tweeduizend toeschouwers. De clubkleuren zijn rood-wit.
In 2007 promoveerde de club naar de Challenge League, maar degradeerde meteen terug. Aangezien de eigen sportaccommodatie niet voldeed aan de eisen van het profvoetbal, week SC Cham voor een jaar uit naar het nabijgelegen stadion Herti Allmend van Zug 94.

## Eindklasseringen
- 2000 14e
1. Liga
- 2001 4e
2. Liga Interregional
- 2002 7e
2. Liga Interregional
- 2003 1e
2. Liga Interregional
- 2004 13e
1. Liga
- 2005 12e
1. Liga
- 2006 10e
1. Liga
- 2007 4e
1. Liga
- 2008 18e
Challenge League
- 2009 7e
1. Liga
- 2010 14e
1. Liga
- 2011 7e
1. Liga
- 2012 7e
1. Liga
- 2013 1e
1. Liga
- 2014 3e
1. Liga
- 2015 1e
1. Liga
- 2016 2e
Promotion League
- 2017 11e
Promotion League
- 2018 11e
Promotion League
- 2019 4e
Promotion League
- 2020 12e
Promotion League
- 2021 2e
Promotion League
- 2022 8e
Promotion League
- 2023 4e
Promotion League

- Niveau 2
- Niveau 3
- Niveau 4